# 中国建築

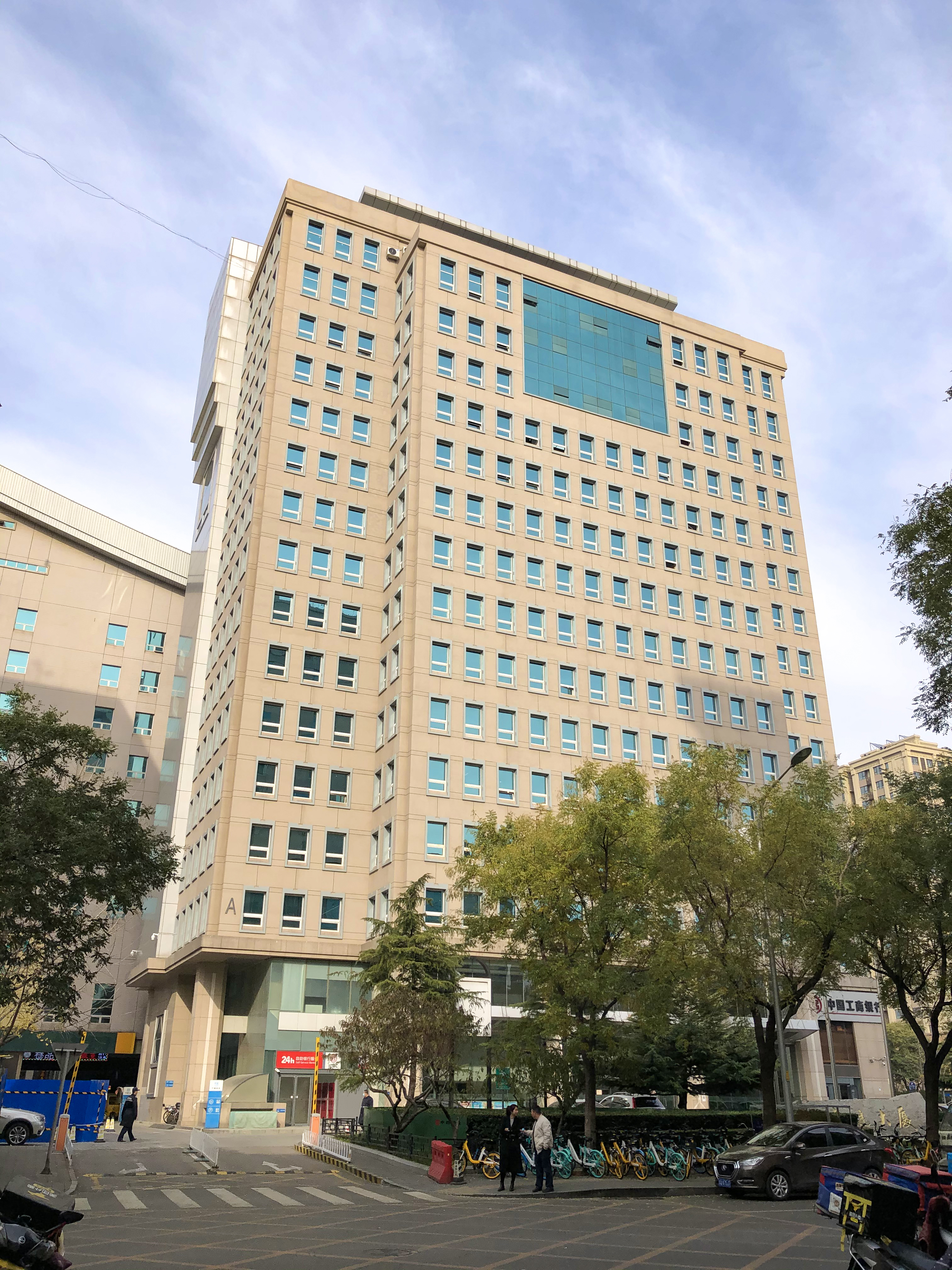
中国建築本社

中国建築股份有限公司（ちゅうごくけんちく-こふんゆうげんこうし、英文名称：China State Construction Engineering Corporation Limited、簡体字：中国建筑股份有限公司）は、中華人民共和国の中央企業の中国建築集団有限公司の子会社である。中国の企業国有資産法は、国有資本が持分の過半数を有し支配を受ける会社を国有資本控股公司（国有資本による従属会社）としており、当社はそれに該当する。上海証券取引所に上場する公開会社である。
組織形態として持株会社制を採用しており、傘下の企業は、建築物の設計施工、インフラ施設の設計施工、インフラ投資、不動産開発投資、各種建設コンサルティング業務などを手掛ける。
世界の建設エンジニアリングの動向について情報提供するENRによると、自国と海外の事業を合わせた収益合計を指標とした 「2017 Top 250 Global Contractors」において中国建築股份有限公司は第1位であった。
また自国を除いた海外事業からの収益合計を指標とした「2017 Top 250 International Contractors」において第11位であった。

## 沿革
- 1982年6月11日、国務院城鄉建設環境保護部直轄の建設会社として、親会社の「中国建築工程総公司」が設立される。
- 1983年3月25日、中国建築工程総公司が国家行政管理局から営業証書を授かり、営利活動を許可される。
- 1988年5月、城鄉建設環境保護部が廃止され、建設部が創設される。中国建築工程総公司に対する行政管轄権も建設部に移る。
- 1999年12月、中国共産党中央企業管理員会が成立し、国務院が管理する163の国有企業のうち特に重要な39の国有企業を国有重要骨幹企業に指定する。中国建築工程総公司もこの時に国有重要骨幹企業に指定される。
- 2007年12月10日、中国建築工程総公司、中国石油天然気集団公司、中国中化集団公司、宝鋼集団有限公司の4つの中央企業が発起人となり、当社（中国建築股份有限公司）を設立する。
- 2008年3月、建設部が改組され住宅都市農村建設部が設置される。中国建築工程総公司に対する行政指導権は保留される。
- 2009年7月29日、中国建築股份有限公司は、上海証券取引所のA株銘柄として上場する。
- 2017年12月5日、中国建築股份有限公司董事会は、親会社の中国建築工程総公司が「中国建築集団有限公司」に改名したことを前日付けで事後公告した[13]。

## 主な事業
2017年年度監査報告書によると、セグメント区分は以下の通り。
- 建築事業

政府庁舎、オフィスビル、複合商業施設、空港ターミナルビル、ホテル、学校、スポーツ施設、集合住宅、病院、工場、軍事施設などの建築。
- インフラ施設建設・投資事業

ライトレール、高速鉄道、大規模橋梁、高速道路、共同溝、港湾、発電所、鉱山、精錬所、製油所、プラント、空港などのインフラ建設。インフラを対象としたBOT、BTO契約などのPFI事業およびインフラ投資。
- 不動産開発・投資事業
- 設計調査事業

土木建築設計・都市計画・工学的事前調査など。
- その他の事業

2017年度監査報告書によると、セグメント別の収益および税引前利益は以下の通り。各セグメントの収益は外部顧客からの収益を記した。
|                                       | 建築    | インフラ建設・投資 | 不動産開発・投資 | 設計調査 | その他 | 未分類 | 相殺消去 | 合計      |
| ------------------------------------- | ------- | ------------------ | ---------------- | -------- | ------ | ------ | -------- | --------- |
| 収益(百万元)                          | 615,725 | 230,880            | 179,189          | 8,155    | 20,157 | －     | －       | 1,054,107 |
| 収益構成比(%)                         | 58.4    | 21.9               | 17.0             | 0.8      | 1.9    | －     | －       | 100.0     |
| 税引前利益(百万元) セグメント間未調整 | 19,941  | 13,088             | 33,787           | 294      | 3,102  | △9,402 | △955     | 60,400    |
| 税引前利益構成比(%)                   | 33.0    | 21.7               | 55.9             | 0.5      | 5.1    | －     | －       | 100.0     |
| 収益税引前利益率(%)                   | 3.2     | 5.7                | 18.9             | 3.6      | 15.4   | －     | －       | 5.7       |

## 収益の地理的構成
2013年から2017年の各年度監査報告書によると、中国本土と香港・マカオを含む海外事業で区分された収益は以下の通り。
|                    | 2013年[百万元]   | 2014年[百万元]   | 2015年[百万元]   | 2016年[百万元]   | 2017年[百万元]     |
| ------------------ | ---------------- | ---------------- | ---------------- | ---------------- | ------------------ |
| 中国本土           | 642,379 (94.2%)  | 748,474 (93.6%)  | 819,499 (93.1%)  | 880,183 (91.7%)  | 969,102 (91.9%)    |
| 海外・香港・マカオ | 39,414 (5.8%)    | 51,555 (6.4%)    | 61,078 (6.9%)    | 79,583 (8.3%)    | 85,005 (8.1%)      |
| 合計               | 681,792 (100.0%) | 800,029 (100.0%) | 880,577 (100.0%) | 959,766 (100.0%) | 1,054,107 (100.0%) |

## 非流動資産の地理的構成
2013年から2017年の各年度監査報告書によると、中国本土と香港・マカオを含む海外事業で区分された非流動資産は以下の通り。
|                    | 2013年[百万元]  | 2014年[百万元]  | 2015年[百万元]  | 2016年[百万元]  | 2017年[百万元]   |
| ------------------ | --------------- | --------------- | --------------- | --------------- | ---------------- |
| 中国本土           | 47,837 (83.4%)  | 57,261 (85.0%)  | 65,800 (84.6%)  | 77,853 (84.7%)  | 92,920 (81.2%)   |
| 海外・香港・マカオ | 9,549 (16.6%)   | 10,099 (15.0%)  | 11,949 (15.4%)  | 14,115 (15.3%)  | 21,467 (18.8%)   |
| 合計               | 57,386 (100.0%) | 67,360 (100.0%) | 77,749 (100.0%) | 91,969 (100.0%) | 114,387 (100.0%) |

## 建設分野の新規受注契約額
2013年から2017年の各年度報告書によると、建設分野の事業別の新規受注金額は以下の通り。
|                  | 2013年[百万元] | 2014年[百万元] | 2015年[百万元] | 2016年[百万元] | 2017年[百万元] |
| ---------------- | -------------- | -------------- | -------------- | -------------- | -------------- |
| 建築事業         | 1,033,800      | 1,161,400      | 1,196,200      | 1,296,500      | 1,475,000      |
| 構成比           | 81.1%          | 81.8%          | 78.7%          | 69.0%          | 66.3%          |
| 対前年増減率     | 29.4%          | 12.3%          | 3.0%           | 8.4%           | 13.8%          |
|                  |                |                |                |                |                |
| インフラ建設事業 | 232,300        | 247,800        | 314,000        | 574,800        | 736,900        |
| 構成比           | 18.2%          | 17.5%          | 20.7%          | 30.6%          | 33.1%          |
| 対前年増減率     | 52.8%          | 6.7%           | 26.7%          | 83.1%          | 28.2%          |
|                  |                |                |                |                |                |
| 調査設計事業     | 8,700          | 9,800          | 8,800          | 8,400          | 13,000         |
| 構成比           | 0.7%           | 0.7%           | 0.6%           | 0.4%           | 0.6%           |
| 対前年増減率     | 0.0%           | 12.6%          | △10.2%         | △4.5%          | 54.8%          |
|                  |                |                |                |                |                |
| 合計             | 1,274,800      | 1,419,000      | 1,519,000      | 1,879,600      | 2,224,900      |
| 構成比           | 100%           | 100%           | 100%           | 100%           | 100%           |
| 対前年増減率     | 32.9%          | 11.3%          | 7.0%           | 23.7%          | 18.4%          |

2015年から2017年の各年度報告書によると、建設分野の地理区分別の新規受注金額は以下の通り。
|                    | 2015年[百万元] | 2016年[百万元] | 2017年[百万元] |
| ------------------ | -------------- | -------------- | -------------- |
| 中国本土           | 1,411,200      | 1,766,500      | 2,025,400      |
| 構成比             | 92.9%          | 94.0%          | 91.0%          |
| 対前年増減率       | －             | 25.2%          | 14.7%          |
|                    |                |                |                |
| 海外・香港・マカオ | 107,800        | 114,100        | 199,500        |
| 構成比             | 7.1%           | 6.1%           | 9.0%           |
| 対前年増減率       | －             | 5.8%           | 74.8%          |
|                    |                |                |                |
| 合計               | 1,519,000      | 1,879,600      | 2,224,900      |
| 構成比             | 100%           | 100%           | 100%           |
| 対前年増減率       | 7.0%           | 23.7%          | 18.4%          |

## 主な関係会社
2017年度監査報告書によると、主な一次関係会社は以下の通り。
建築設計施工
- 中国建築一局（集団）有限公司(China Construction First Group Construction & Development Co., Ltd.)(持分100%)、本社：北京市
- 中国建築第二工程局有限公司(China Construction Second Engineering Bureau Ltd.)(持分100%)、本社：北京市
- 中国建築第三工程局有限公司(China Construction Third Engineering Bureau Ltd.)(持分100%)、本社：武漢市
- 中国建築第四工程局有限公司(China Construction Fourth Engineering Bureau Ltd.)(持分100%)、本社：広州市
- 中国建築第五工程局有限公司(China Construction Fifth Engineering Bureau Ltd.)(持分100%)、本社：長沙市
- 中国建築第六工程局有限公司(China Construction Sixth Engineering Bureau Ltd.)(持分100%)、本社：天津市
- 中国建築第七工程局有限公司(China Construction Seventh Engineering Bureau Ltd.)(持分100%)、本社：鄭州市
- 中国建築第八工程局有限公司(China Construction Eighth Engineering Bureau Ltd.)(持分100%)、本社：上海市
- 中建新疆建工（集団）有限公司(CSCEC Xinjiang Construction Engineering (Group) Co., Ltd.)(持分85%)、本社：ウルムチ市

建築内外装設計施工
- 中国建築装飾集団有限公司(China State Decoration Group Co., Ltd.)(持分100%)、本社：北京市

インフラ土木建築設計施工
- 中建築港集団有限公司(China State Construction Port Engineering Group Corp., Ltd)(持分69.88%)、本社：青島市
- 中建港務建設有限公司(China State Construction Harbour Construction Co., Ltd.)(持分50%)、本社：上海市

インフラ投資開発事業
- 中建方程投資発展有限公司(China Construction Fangcheng Investment & Development Co., Ltd.)(持分100%)、本社：北京市

建設資材製造供給
- 中建西部建設股份有限公司(China West Construction Group Co., Ltd.)(持分57.79%)、本社：成都市、SZSE: 002302

総合建設コンサルタント
- 中国中建設計集団有限公司(China Construction Engineering Design Group Corporation Limited)(持分100%)、本社：北京市

金融
- 中建財務有限公司(China State Construction Finance Co., Ltd.)(持分80%)、本社：北京市

投資持株
- 中国海外集団有限公司(China Overseas Holdings Limited)(持分100%)、本社：香港

## 中国海外集団の主な関係会社
2017年度監査報告書によると、主な中国海外集団有限公司の一次関係会社は以下の通り。
建築設計施工
- 中国建築国際集団有限公司(China State Construction International Holdings Ltd.)(持分64.60%)、本社：香港、SEHK 03311

- 遠東環球集団有限公司(Far East Global Group Ltd.)(持分47.84%)、本社：香港、SEHK 00830

不動産開発運営
- 中国海外発展有限公司(China Overseas Land & Investment Ltd.)(持分55.99%)、本社：香港、SEHK 00688

- - Tuxiana Corp.(持分55.9%)、本社：万寧市
  - 中信房地産股份有限公司(CITIC Real Estate Co., Ltd. )(持分55.9%)、本社：北京
- 深圳中海投資管理有限公司(Shenzhen China Overseas Investment Management Co., Ltd.)(持分100%)、本社：深圳市

不動産投資開発
- 中国海外宏洋集団有限公司(China Overseas Grand Oceans Group Ltd.)(持分37.98%)、本社：香港、SEHK 00081

不動産管理
- 中海物業集団有限公司(China Overseas Property Holdings Ltd.)(持分61.18%)、本社：香港、SEHK 02669